# برج علی‌آباد
برج مقبره علی‌آباد یا برج علی‌آباد یا برج کشمر مربوط به سدهٔ ۸ قمری است و در شهرستان بردسکن، روستای علی‌آباد کشمر واقع شده و این اثر در تاریخ ۱۵ دی ۱۳۱۰ با شمارهٔ ثبت ۱۲۷ به‌عنوان یکی از آثار ملی ایران به ثبت رسیده است.

## مشخصات اثر

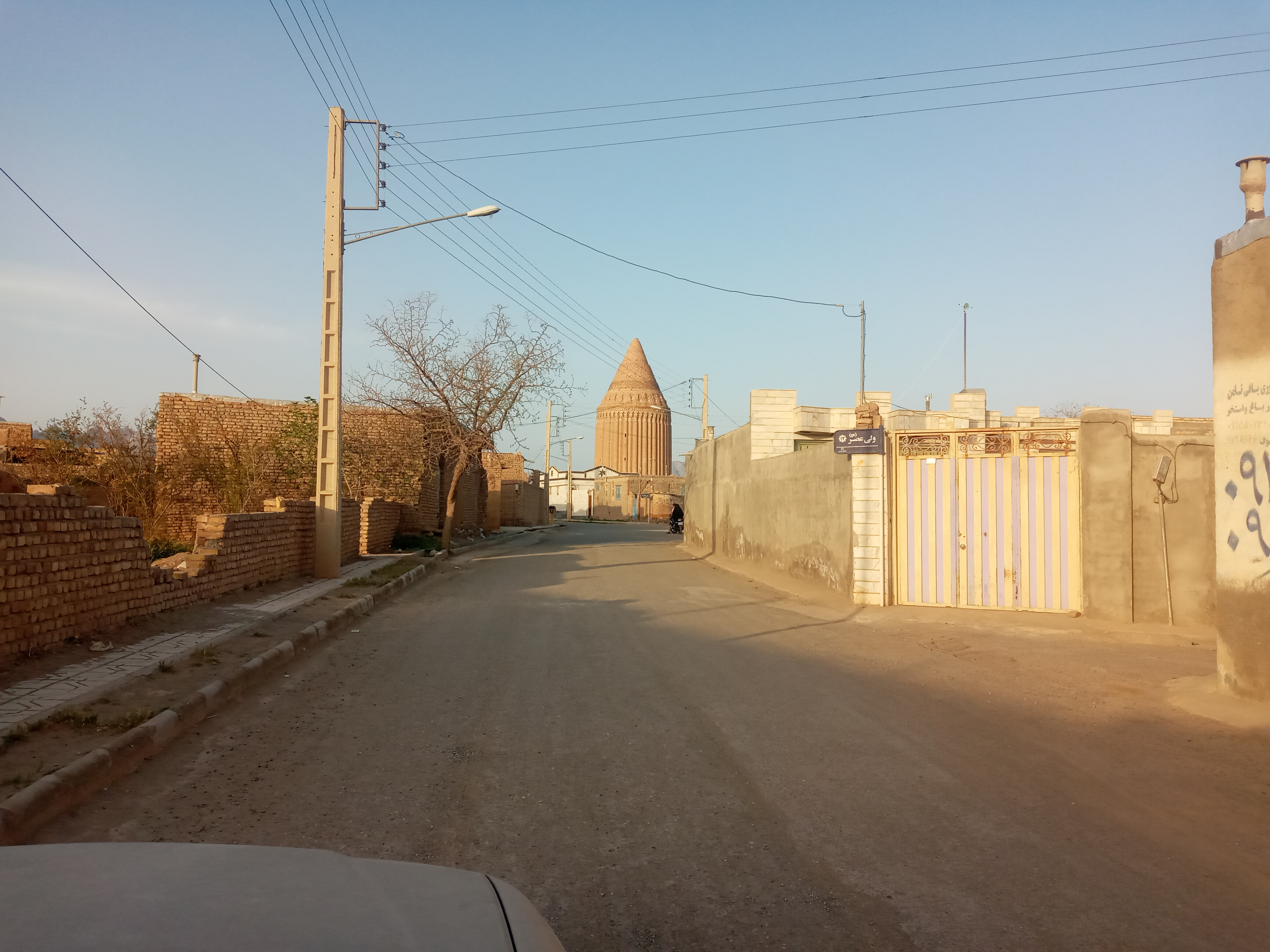
برج علی‌آباد

این بنا در در میان روستای علی‌آباد کشمر واقع است و در ۵ کیلومتری شمال جاده بردسکن به کاشمر نمایان است. این بنا بر فراز بقایا و آواره‌های قلعه کهن به نام کوشک بنیان شده است و قدمت این منطقه به دوره اشکانیان می‌رسد. احتمالاً این برج یک مقبره بوده است. به همین خاطر به مقبره کشمر نیز معروف شده است. این برج ۱۸ متر ارتفاع دارد و محیط خارجی آن ۴۲ متر و محیط داخلی آن ۲۱ متر می‌باشد. نمای خارجی بنا دارای پوششی مخروطی شکل است و از آجر ساخته شده است. این بنا دو پوششه می‌باشد و علاوه بر سقف مخروطی خارجی سقفی گنبدی به شکل عرق چین در داخل دارد و این دو گنبد از بخش میانی به هم متصل و در مرکز این پوشش‌ها دو روزنه تعبیه شده است که به منظور روشنایی و تخلیه هوا می‌باشد. پوشش دوم بسیار بلندتر از پوشش اول می‌باشد ارتفاع آن ۵ متر بالاتر است این بنا دوجداره است و از جدار داخلی طاق‌هایی به داخل بنا ساخته شده است. راهروی پلکانی و مارپیچ بین دو جدار صعود به پوشش اول را مهیا می‌کند و حدود ۵۰ پلکان دارد. بدنه بنا دارای دو قسمت است که قسمت پایین دوازده ضلعی است و پایه بنا را تشکیل می‌دهد قسمت بالای بدنه اصلی، دارای ۴۸ ترک به شکل نیم ستون می‌باشد. همچنین دوازده قاب آجری به شکل‌های لوزی در آن تعبیه شده است. بر روی این ترک‌ها و قاب‌ها اشکال هندسی از آجر و کاشی دیده می‌شود که جلوه خاصی به بنا داده است. کاشی‌ها نیز به رنگ فیروزه‌ای می‌باشد. در بدنه برج روزنه‌هایی به منظور روشنایی داخل بنا تعبیه شده است. بنا از داخل دارای سه طبقه است و ارتفاع تیزه اصلی گنبد تا کف ۳۱ متر است. معماری آن به شیوه معماری برج رادکان است. از برج کشمر کتیبه‌ای در دست نیست اما در ورودی بنا دارای کتیبه‌ای بوده است که فعلاً اثری از آن نیست این برج به شیوه معماری اواخر قرن هفتم هجری ساخته شده است و به سبک معماری دوره سلجوقیان نزدیک است.

## ترمیم
این بنا قبلاً بارها ترمیم شده ولی در ترمیم آن مصالح امروزی مثل سیمان استفاده شده است. فرح پهلوی همسر محمدرضا پهلوی که به آثار ملی اهمیت زیادی می‌داد در سفری که به این منطقه داشته است دیداری نیز از روستای علی‌آباد کشمر و این برج به عمل آورده است. به دستور وی خانه‌های اطراف این برج را خریداری کرده‌اند و مقرر شده بود که تمامی این خانه‌ها خراب شده و اطراف برج پاکسازی شود ولی از آن پس دیگری اقدامی در این خصوص صورت نگرفته است فقط یک محوطه نه چندان مناسب بدان افزوده شده است عدم حمایت و توجه به آن، باعث گردیده شد کاشی کاری‌های اطراف آن که تا چند سال پیش سالم بوده امروز از بین برود.

## نگارخانه

دورنمای برج
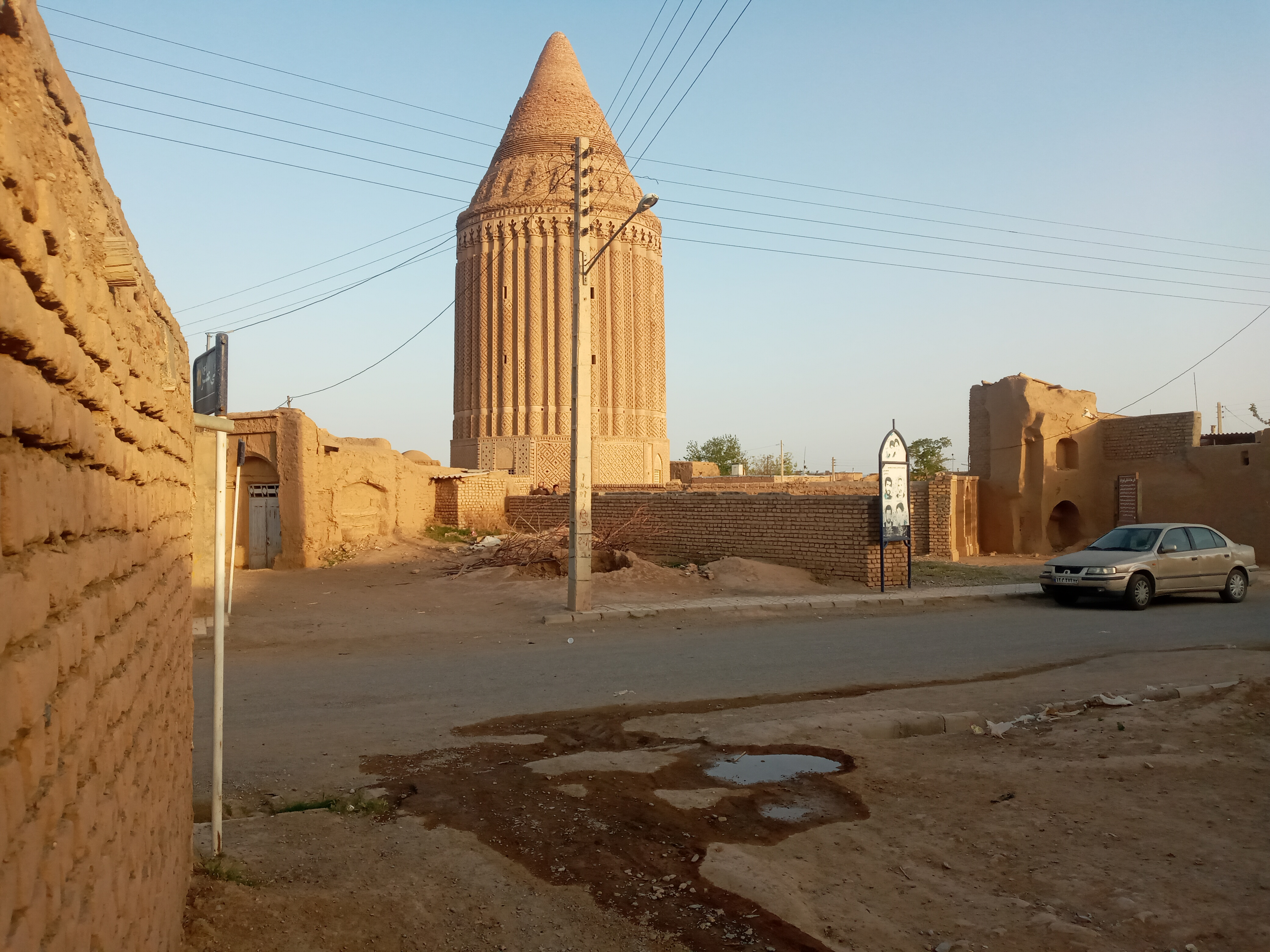
دورنمای برج
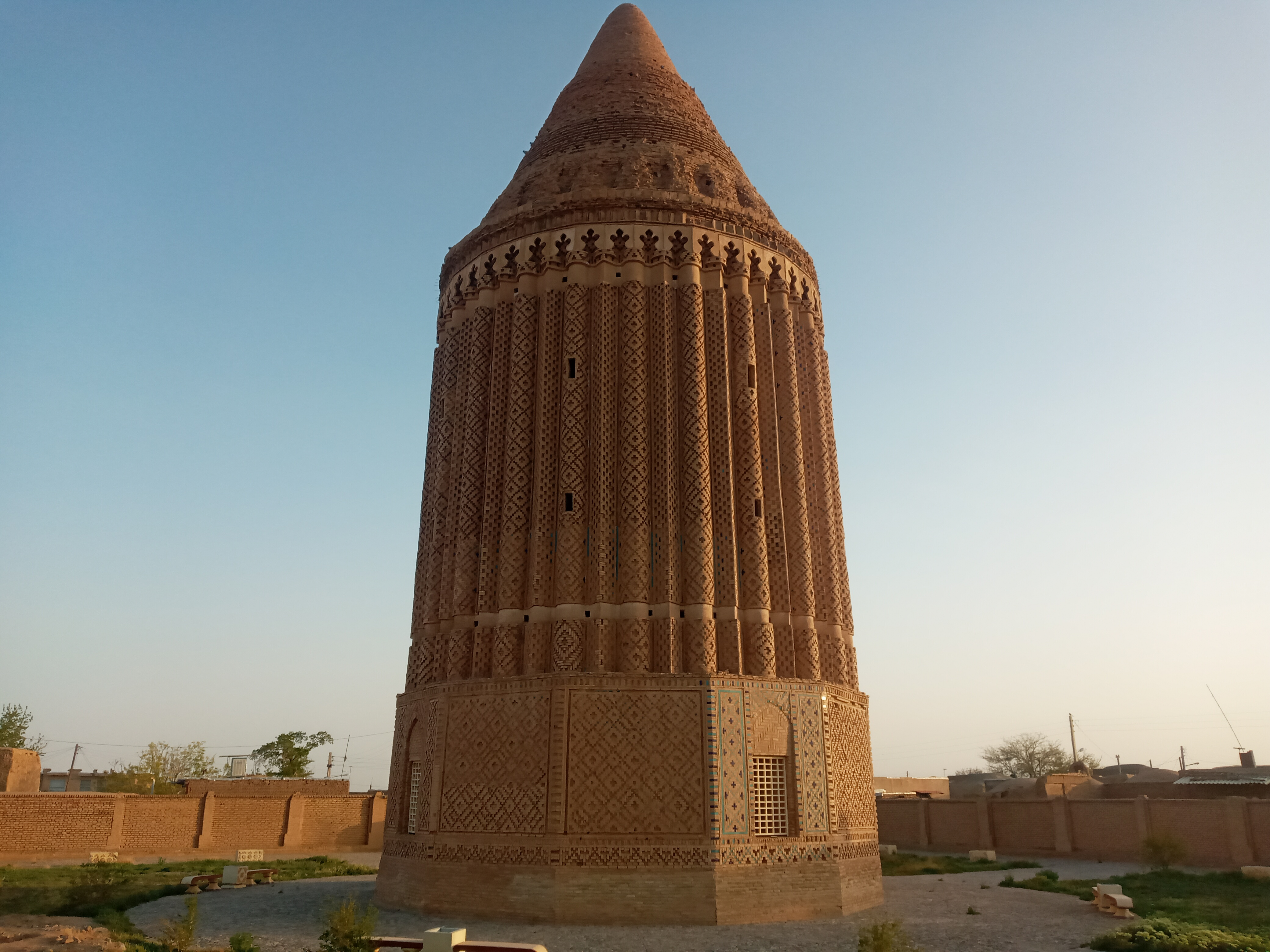
نمایی از برج
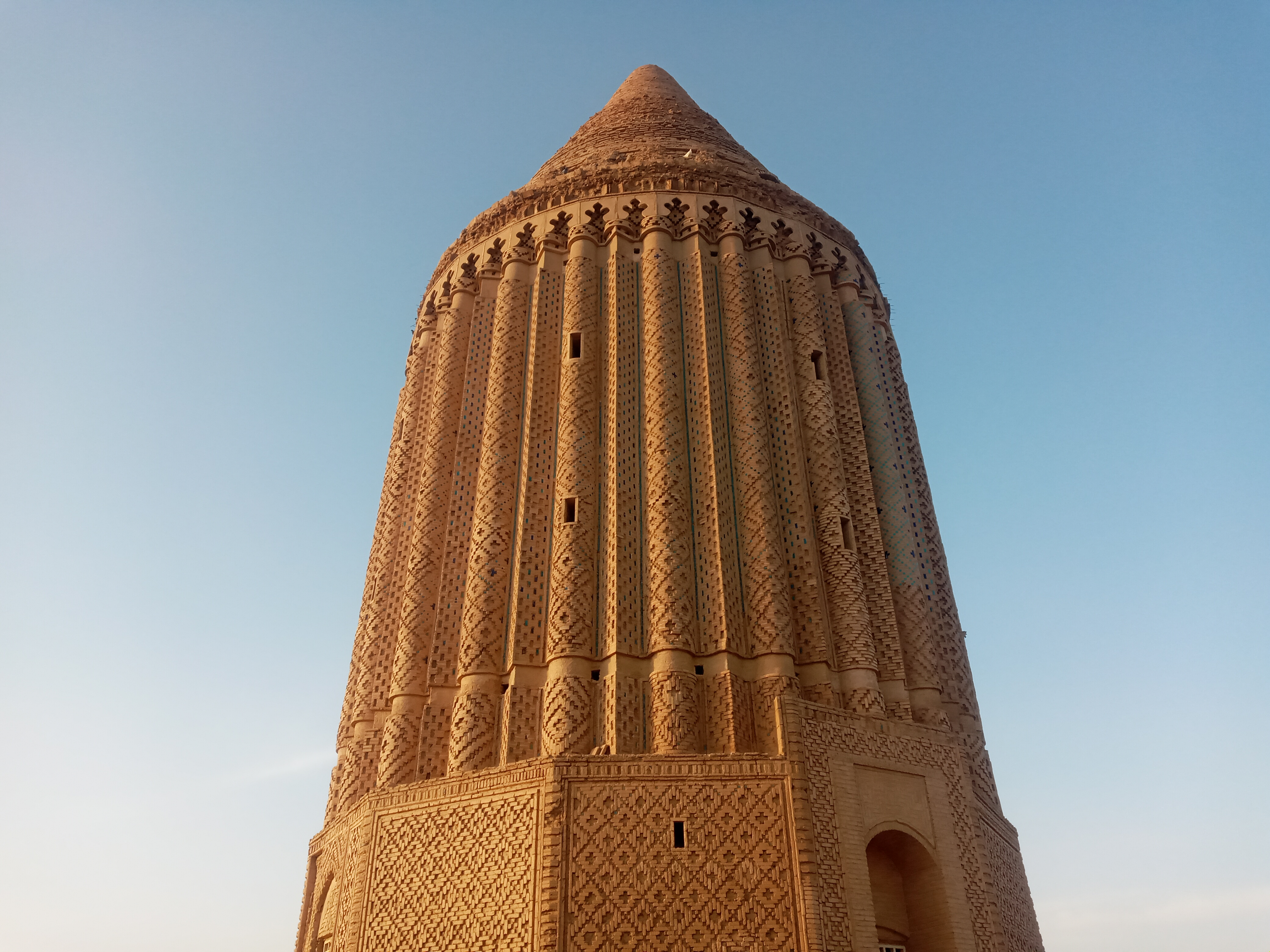
نمایی از برج
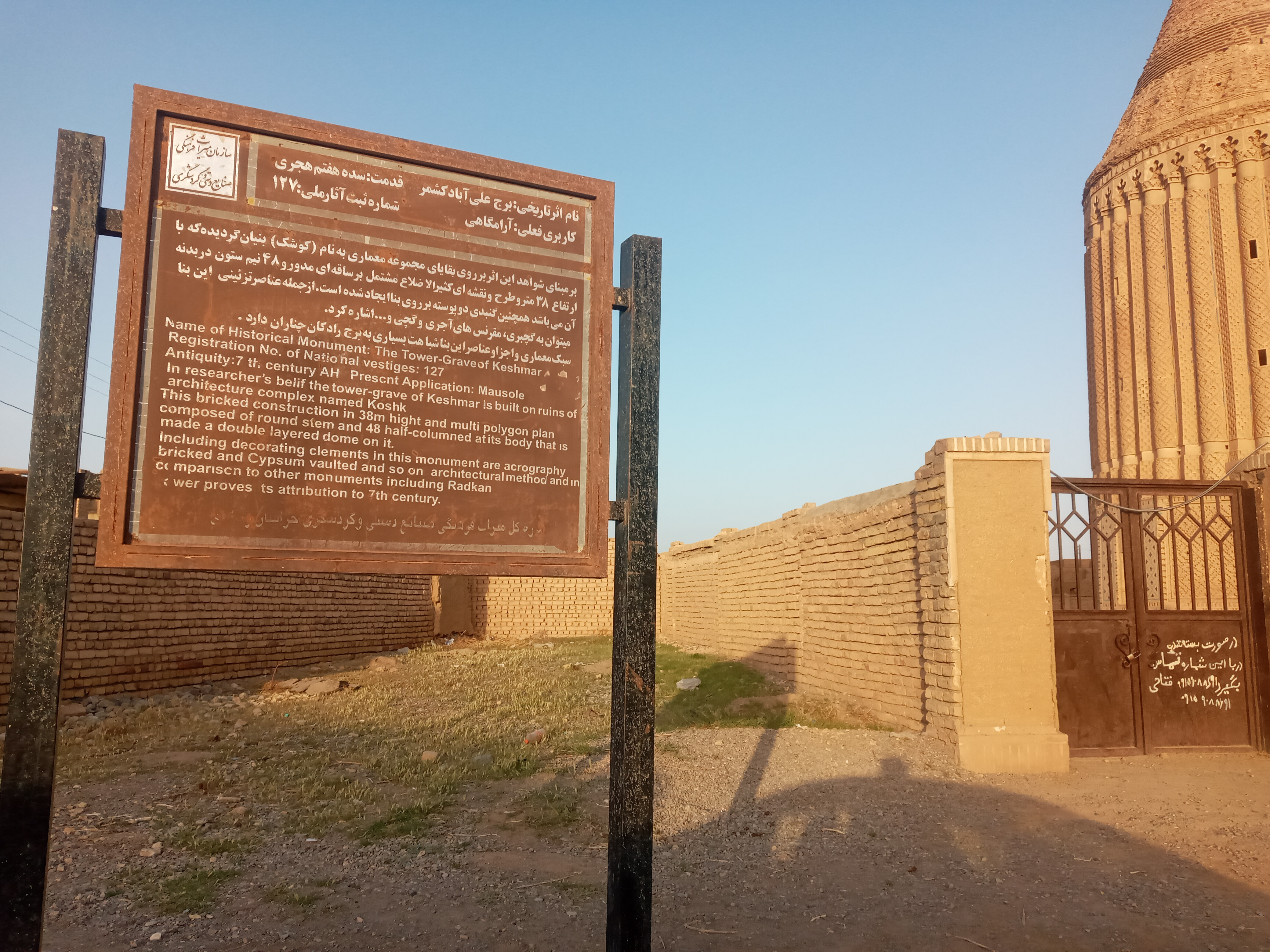
تابلوی ثبت ملی برج
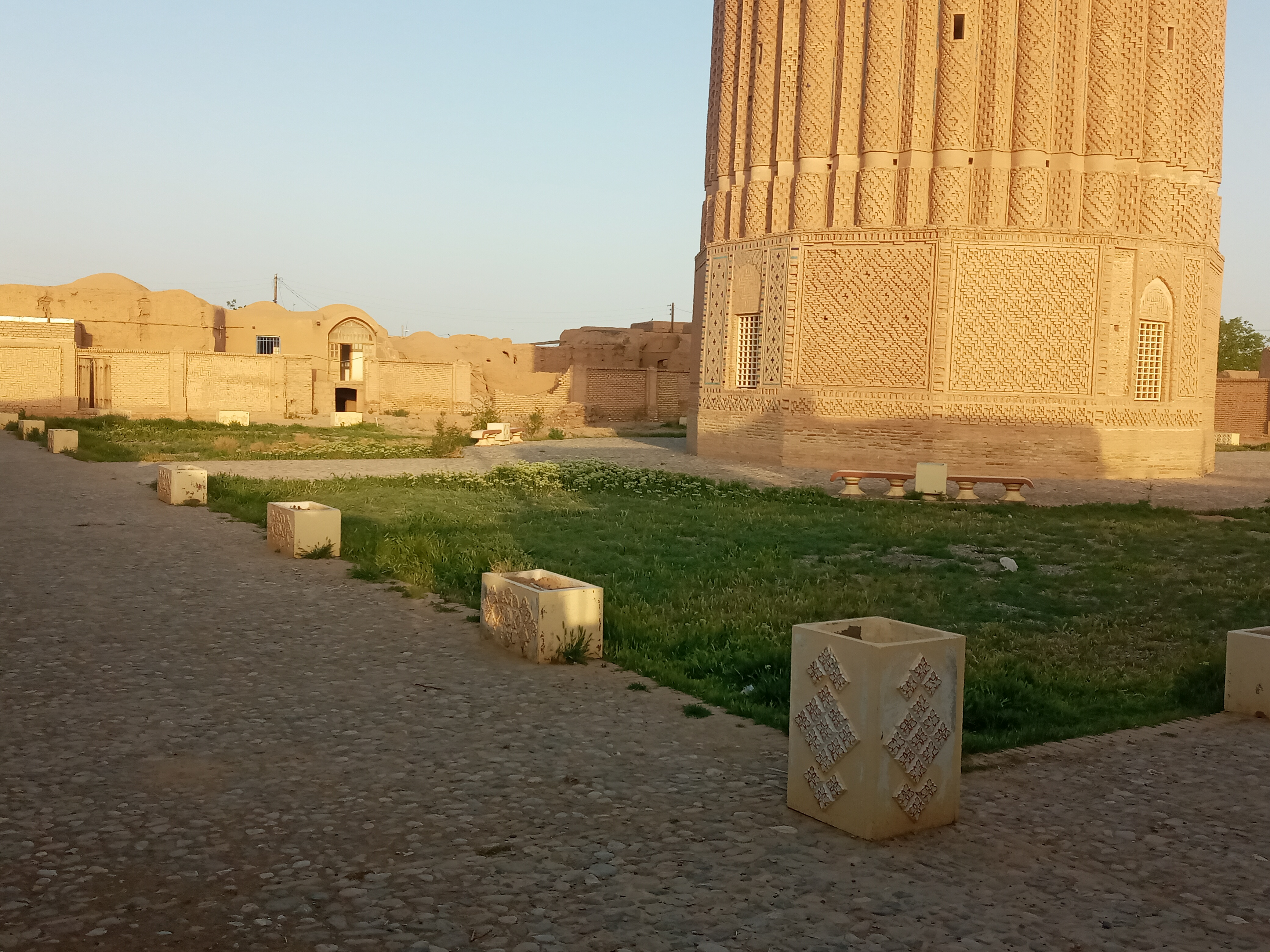
محوطه برج
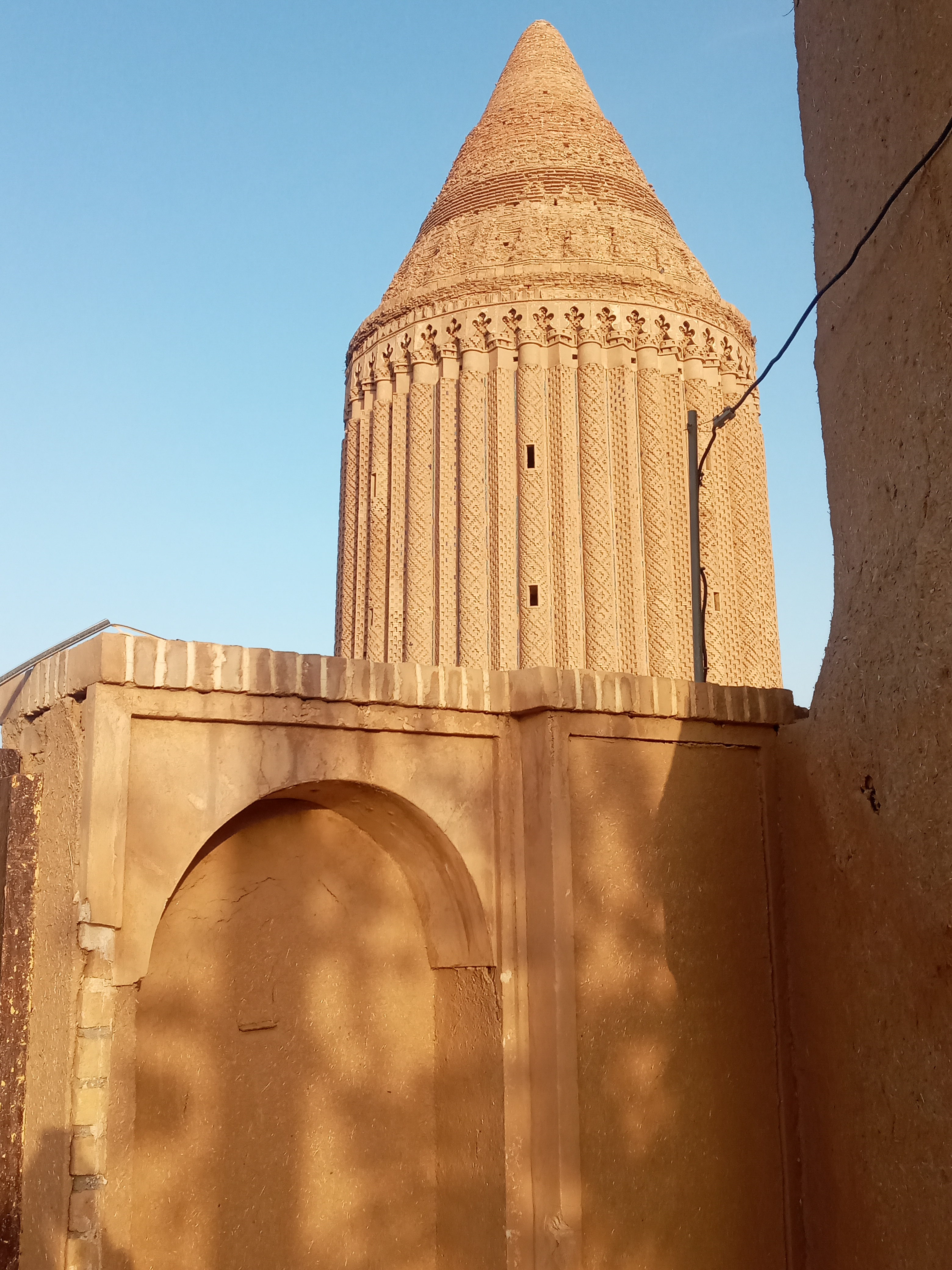
نمایی از بیرون محوطه برج
نمایی از برج
نمایی از برج
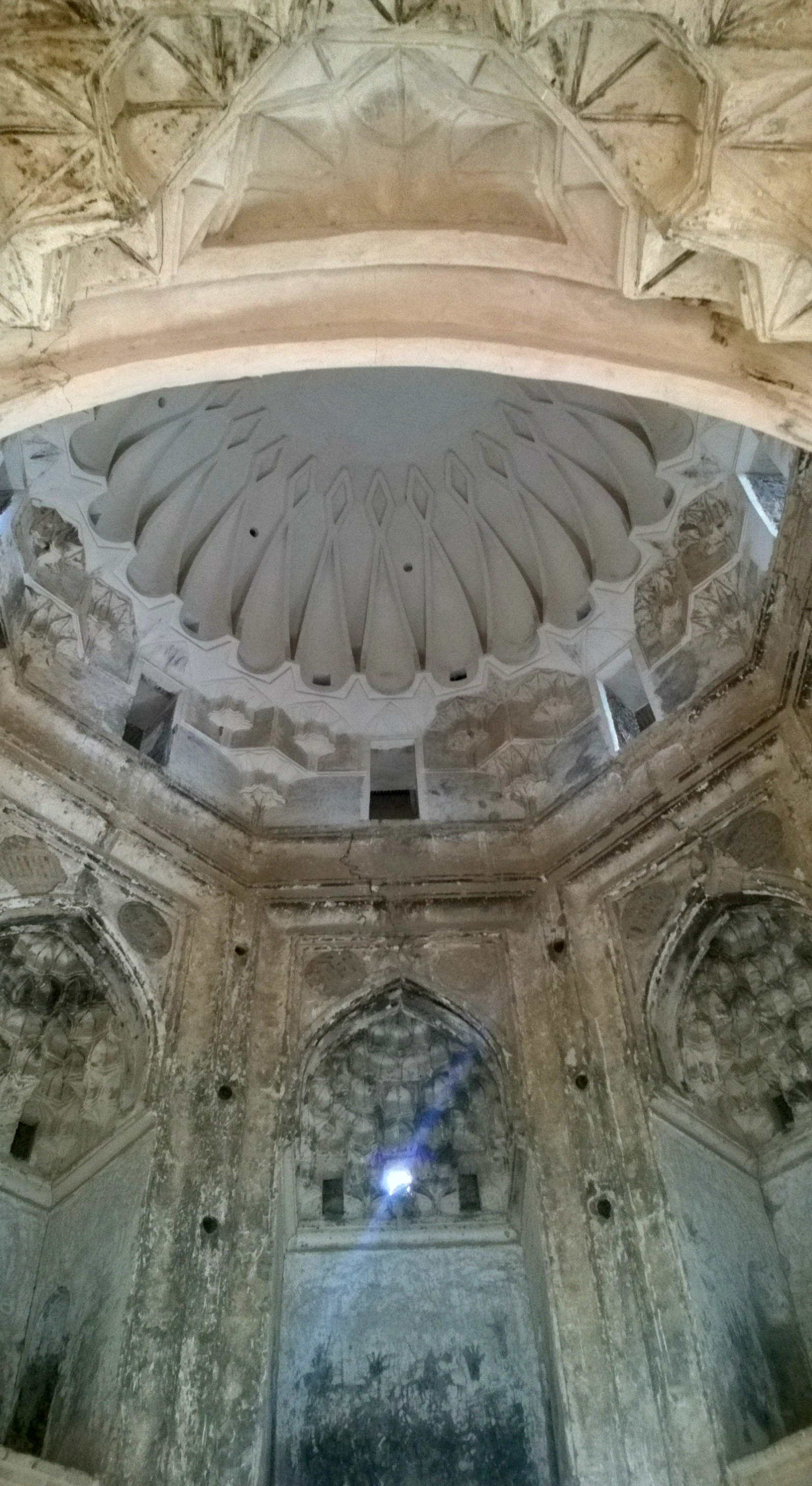
نمایی از داخل برج کشمر